# 똘이장군
《간첩잡는 똘이장군》은 1978년에 개봉된 대한민국의 극장판 애니메이션이다.

## 내용
아버지가 납북되자 어머니는 앓아 눕는다. 어머니마저 앓아 누운 상황에서 수상한 남자가 아버지의 친구라며 나타난다. 허씨 아저씨라는 남자를 따라 서울로 전학간 구식이는 그곳에서 똘이와 숙이를 만나게 되는데, 똘이는 구식이에게서 이상한 점을 발견한다. 허씨 아저씨에게 속은 구식이는 남파 간첩 두목인 '제1공작원 불여우동무'와 접선하던 중 똘이에게 들키게 된다. 똘이에게 가면이 벗겨진 늑대 간첩은 숙이의 삼촌인 과학자를 간첩선으로 납치하려 하고, 이를 알아차린 똘이 장군은 동물 친구와 함께 현장을 급습한다. 따발총 든 붉은 늑대들이 똘이장군을 포위한 가운데 '불여우동무'는 하얀 소복 입은 여우로 변신하여 본색을 드러낸다. 그러나 똘이장군은 죄를 뉘우친 구식이의 희생에 힘입어 불여우를 물리치고, 석양을 바라보며 '자유대한 만세'를 외치며 영화는 끝난다. 김일성은 돼지로 묘사된다.

## 반공주의와 비판
똘이 장군은 냉전 시대에 만들어진 만화이기 때문에 어린이 만화임에도 불구하고 다음과 같이 옛 반공주의 사상과 자유민주주의에 기반한 통일 지향적인 내용이 많이 주입되었다.
꽤 재치있고 공감할 수 있는 장면들이 많다
- 붉은 돼지의 이름이 김일성이다.
- 늑대는 북한 간첩으로 묘사되었다.

또한 공산당을 무찌르는 용감한 아이를 상징화함으로써 아이들에게 꿈과 희망을 주었다.

## 제작진
- 제작: 박광순
- 기획: 홍건표, 김용선
- 각본: 김동현
- 구성: 조항리
- 검수: 김승태
- 원화: 김흥선, 성호경, 정은정, 마현덕, 박건숙, 심재열
- 동화: 이의구, 장웅천, 이영길, 오규열, 전우현, 김명복, 김미미, 김지환, 박길용, 이호세
- 선화: 김동분, 한상희, 이은영
- 채색: 최희숙, 김미화, 마은정, 김승택, 김양숙, 한희수, 김경숙, 이정숙
- 배경: 강세건, 정경숙, 경필중, 강기숙
- 촬영감독: 이성휘
- 촬영: 이재관, 박미숙
- 음악: 정민섭
- 노래: 정여진
- 총지휘: 김춘근
- 진행: 김춘범
- 편집: 박덕열
- 녹음담당: 김성찬
- 효과: 손효식
- 녹음: 한양녹음실
- 현상: 우성칼라현상소
- 협찬: 대한반공청년회, 새소년사
- 감독: 김청기

## 참고 문헌
1. ↑  “Daum 영화 - 똘이장군”. 2016년 3월 6일에 원본 문서에서 보존된 문서. 2009년 11월 11일에 확인함.
2. ↑  “낡은틀 깨기, 옷으로 말한다?”. 한국대학신문. 2016년 3월 4일에 원본 문서에서 보존된 문서. 2009년 11월 11일에 확인함.
3. ↑  “창고 속 똘이장군 꺼내 촛불진화?”. 미디어오늘.[깨진 링크(과거 내용 찾기)]
4. ↑  “잊을 만하면 되살아나는 "똘이장군"의 추억”. 오마이뉴스.[깨진 링크(과거 내용 찾기)]